# 衡陽道
衡陽道（こうよう-どう）は中華民国北京政府により設置された湖南省の道。

## 沿革
1913年（民国2年）9月に衡永郴桂道として設置。観察使は衡陽県に設置され、下部に衡陽、衡山、安仁、耒陽、常寧、酃県、零陵、祁陽、東安、道県、寧遠、永明、江華、新田、郴県、永興、資興、宜章、汝城、桂東、桂陽、臨武、藍山、嘉禾の24県を管轄した。1914年（民国3年）5月23日衡陽道と改称、観察使も道尹と改められた。1920年（民国9年）に廃止されている。

## 行政区画
廃止直前の下部行政区画は下記の通り。（50音順）
- 安仁県
- 永興県
- 永明県
- 嘉禾県
- 宜章県
- 祁陽県
- 桂東県
- 桂陽県
- 江華県
- 衡山県
- 衡陽県
- 資興県
- 常寧県
- 汝城県
- 新田県
- 郴県
- 道県
- 東安県
- 寧遠県
- 耒陽県
- 藍山県
- 臨武県
- 酃県
- 零陵県